# Ribadesella (parroquia)
Ribadesella (Ribeseya en asturiano) es una parroquia asturiana del concejo homónimo, en el norte de España. Alberga una población de 2 686 habitantes (INE 2021) y ocupa una extensión de 1,86 km². La parroquia comprende únicamente la villa de Ribadesella, capital del concejo, a una altitud de 2 m s. n. m. Dividida en dos mitades por el río Sella, limita por el norte con el mar Cantábrico, por el sur con la parroquia de Ucio, al este con Collera y por el oeste con la parroquia de Leces.
Su templo parroquial está dedicado a Santa María Magdalena.